# 魏哲家
魏哲家（C.C. Wei，1953年—），臺灣半導體企業家、專業經理人，現任台積電董事長暨總裁。
2018年6月5日，在台積電創辦人张忠谋退休後接任副董事長兼總裁。2024年6月3日，在原董事長劉德音退休後接任董事長。

## 生平

### 早年
魏哲家出生於南投縣鹿谷鄉竹林村，為大家耳熟能詳的小半天，在小學時家裡搬至臺中。高中畢業於臺中一中，之後在國立交通大學獲得電子工程學士學位、碩士學位，並前往耶鲁大学獲得電機工程博士學位。

### 經歷
魏哲家的职业生涯始于德州仪器技術研發部門，歷任意法半導體邏輯暨SRAM技術開發資深經理、新加坡特許半導體公司資深副總經理，1998年進入台灣積體電路製造公司。
2012年，与劉德音共同担任台積電營運長。
2017年至2019年，擔任台灣半導體產業協會理事長。
2018年6月至2024年5月，擔任台積電副董事長兼總裁。
2024年6月3日，在原董事長劉德音退休後接任董事長。
2025年3月3日，和時任美国总统唐納·川普在白宫共同出席新闻发布会，宣布台积电在亚利桑那州价值1千亿美元的投资计划。川普在發布會說「半導體是21世紀的經濟支柱，沒有半導體就無法促進AI、汽車及先進製造業的經濟發展」、「我們必須能夠在這裡打造我們需要的晶片和半導體」並表示台積電在美投資可避免晶片輸美被課徵大幅關稅。同日中華民國經濟部產業發展署新聞稿表示「台積電海外投資是基於長期競爭力考量，並回應全球客戶需求，有助於強化全球半導體供應鏈的穩定性，對臺灣來說，只要合乎國家戰略佈局，都是力量的延伸」。然而此舉亦引發台灣在野黨及部份民間人士質疑，將使台灣獨有的半導體技術外流美國、削弱台灣地緣政治於國際的重要性，成為重大國防危機。

## 榮譽
- 2020年，被授予工研院院士[12]。
- 2024年，被授予台灣國立陽明交通大學工學名譽博士與理學名譽博士雙學位。[13]